# Deutschland Tour 2020
Die Deutschland Tour 2020 war als ein Etappenrennen im Straßenradsport der Männer geplant. Die vier Etappen sollten vom 20. August bis 23. August 2020 ausgetragen werden. Das Rennen sollte Teil der neueingeführten Rennserie UCI ProSeries sein.
Der Start sollte in Stralsund stattfinden, das Ziel Nürnberg sein. Am 28. April 2020 wurde bekannt gegeben, dass die Tour im Jahr 2020 wegen der COVID-19-Pandemie nicht ausgetragen wird. Stattdessen übernahm die Deutschland Tour 2021 den geplanten Streckenverlauf.